# Voltus Five/Chicho e Coca
Voltus Five/Chicho e Coca è un singolo  dei cantanti italiani Lory e Daniele, pubblicato nel 1983.

## Descrizione
Voltus Five è la sigla dell'anime Vultus 5, scritta da Loriana Lana e Daniele Viri, accreditato erroneamente come d. Virio . su musica e arrangiamento di Carlo Maria Cordio. 
Sulla copertina il titolo della canzone del lato B è indicato come Chicho e Coca, scritta dagli stessi autori. Il testo di Chico e Coca riportato sul retro della copertina non è uguale a quello della canzone incisa sul vinile, dato che comprende anche alcune frasi recitanti presenti solo nella videosigla.
Il singolo è stato pubblicato in formato 7" nel 1983 dall'etichetta discografica  CAM/Panarecord con numero di catalogo CM 7457. Nessuna delle due tracce presente nel singolo è mai stata pubblicata su altro supporto. Nel 2016 il brano Vultus Five è stato ristampato dalla Tivulandia in un 7" a tiratura limitata in due edizioni, una in vinile blu, l'altra in vinile rosso, con sul retro il brano Tema di Combatter.

## Tracce
Lato A
1. Voltus Five – 3:45 (Carlo Maria Cordio, Loriana Lana, Daniele Viri)
2. Chicho e Coca – 2:45 (Carlo Maria Cordio, Loriana Lana, Daniele Viri)

Durata totale: 6:30